# Camilla Zamek
Camilla Zamek, född 1978 är en svensk radio- och tv-makare. Hon har bland annat sänt SR-programmen Hallå P3 (2008-2011) och Blind Date i P3. 
År 2007 syntes hon i nöjesprogrammet Klick TV 7 med en reportageserie där hon bland annat mötte artisten Basshunter som skrev en låt om henne "Camilla".  Originalversionen är på svenska, men Basshunter har även gjort en engelsk variant på albumet Now You're Gone – The Album.
Camilla har även producerat radioprogram som Morgonpasset i P3, Lantz i P3, och på senare år även Musikguiden i P3.
Zamek arbetar numera (2024) som matchmaker i Stockholm på internationella företaget Lemarc Thomas.